# Sveinn
Sveinn ist die altnordische und isländische Form des männlichen Vornamens Sven.

## Bekannte Namensträger
- Sveinn Björnsson (1881–1952), der erste Staatspräsident Islands
- Sveinn Jóhannsson (* 1999), isländischer Handballspieler
- Sveinn Pálsson (1762–1840), Arzt und Naturforscher aus Island
- Sveinn Sölvason (* 1978), isländischer Badmintonspieler
- Sveinn Auðunn Sveinsson, Pseudonym des isländischen Schriftstellers Stefán Júlíusson (1915–2002)